# یواس‌اس انکر (ای‌آراس-۱۳)
یواس‌اس انکر (ای‌آراس-۱۳) (به انگلیسی: USS Anchor (ARS-13)) یک کشتی بود که طول آن ۱۸۳ فوت ۳ اینچ (۵۵٫۸۵ متر) بود. این کشتی در سال ۱۹۴۳ ساخته شد.